# Partido Republicano Liberal Demócrata
El Partido Republicano Liberal Demócrata (PRLD), más conocido como Partido Liberal Demócrata, fue un partido político español de ideología centrista y liberal que existió durante la década de 1930.

## Historia
Fue creado al instaurarse la Segunda República en 1931, como continuación del Partido Reformista previamente existente desde 1912. Su influencia política fue escasa, reduciéndose a varios focos de apoyo localizados en Asturias, Salamanca y Madrid.
Esta formación minoritaria, fundada y liderada por Melquíades Álvarez, se situó en el centro-derecha del espectro político de la Segunda República, y participó en los gobiernos republicanos de dicha tendencia del periodo 1933-1935. Uno de sus más significados militantes, el médico ovetense Alfredo Martínez García-Argüelles, ministro de Trabajo en 1935, fue asesinado a la puerta de su casa en marzo de 1936. Melquíades Álvarez sería posteriormente asesinado junto con otros presos considerados de derechas, por milicianos anarquistas. El Partido Liberal Demócrata se extinguió tras la guerra civil española.

## Publicaciones
En Gijón contó con el diario El Noroeste como órgano principal del partido.